# ㄳ
ㄳ (reviderad romanisering: giyeoksiot, hangul: 기역시옷) är en av elva konsonantkluster i det koreanska alfabetet. Den består av ㄱ och ㅅ.